# Amazon Relational Database Service
Amazon Relational Database Service (або Amazon RDS) — розподілена реляційна база даних (СКБД), яка надається як послуга від Amazon Web Services (AWS). Це серверне програмне забезпечення, яке виконується у «хмарі», клієнту надається доступ до всіх можливостей використання бази даних як створення баз, таблиць та роботи з ними. Провайдер забезпечує послуги системного адміністрування як розгортання, налаштування, масштабування, резервного копіювання.. Управління такими адміністративними діями як зміна дискового простору, ресурсів для обчислення, запити на налаштування резервного копіювання та відновлення резервної копії виконується через вебінтерфейс або через API AWS. Під час зміни ресурсів для обчислення, RDS пропонує типи віртуальних машин EC2, проте це не передбачає можливість віддаленого адміністрування хостом такими інструментами як ssh.

## Хронологія
Amazon RDS був випущений 22 жовтня 2009 року з підтримкою MySQL баз даних. В червні 2011 року добавлена підтримка БД Oracle, Microsoft SQL Server у травні 2012, PostgreSQL у листопаді 2013 та MariaDB (форк MySQL) у жовтні 2015 та ще 80 додаткових властивостей протягом 2017 року.
У листопаді 2014 AWS анонсувала Amazon Aurora, MySQL-сумісну базу даних, яка передбачає підвищену високу доступність та продуктивність, а в жовтні 2017 року було запущено базу даних сумісну з PostgreSQL.
У березні 2019 року AWS оголосила про підтримку PostgreSQL 11 в RDS, через п'ять місяців після офіційного релізу.

## Ключові особливості
Amazon RDS легкий та зрозумілий у використанні. Екземпляри нових баз можуть бути запущені із AWS Management Console або використовуючи Amazon RDS APIs [Архівовано 23 червня 2012 у Wayback Machine.].. Управління відбувається з AWS Management Console або з Amazon CloudWatch APIs [Архівовано 19 червня 2012 у Wayback Machine.].
Amazon RDS пропонує різні функції для різних випадків використання. Деякими основними особливостями є:

### Багатозонне розгортання
У травні 2010 року Amazon оголосила про підтримку багатозонного розгортання. Це дозволяє користувачам автоматично надавати та підтримувати синхронну фізичну чи логічну «резервну» репліку, залежно від рушія бази даних, в іншій зоні доступності (незалежна інфраструктура у фізично окремому місці). Екземпляр багатозонної бази даних може бути створений як під час розгортання, так і пізніше. Багатозонне розгортання має на меті забезпечити підвищену доступність та довговічність даних для РБД MySQL, MariaDB, Oracle, PostgreSQL та SQL Server та призначені для виробничих середовищ (англ. production environment). У разі запланованого обслуговування бази даних або незапланованих збоїв у роботі служби Amazon RDS автоматично переходить на використання резервних реплік, що дозволяє відновити виконання операцій з базою даних без адміністративного втручання.
Багатозонність для RDS є необов'язковою та накладають додаткові витрати. Під час створення екземпляру RDS користувача запитують, чи хотів би він використовувати багатозонний екземпляр RDS. При багатозонному розгортанні резервне копіювання проводиться для екземплярів у режимі очікування, тому активність вводу / виводу не припиняється, хоча під час резервного копіювання можуть виникнути підвищені затримки на декілька хвилин.

### Репліки для читання
Опція створення копій БД для читання (англ. Read replicas) використовується в різних ситуаціях, зазвичай для масштабування при суттєвих навантаженнях бази даних на читання. Доступно до п'яти реплік для екземплярів MySQL, MariaDB та PostgreSQL, які використовують вбудовану функцію асинхронної реплікації відповідних рушіїв бази даних, не мають резервних копій, налаштованих за замовчуванням і є доступними і можуть використовуватися для масштабування читання. З жовтня 2012 можливо зробити так, щоб репліки для читання MySQL та MariaDB працювали на запис; репліки для читання PostgreSQL не мають такої можливості. Репліки створюються на рівні сервера баз даних і не підтримують реплікацію на рівні екземпляра бази даних або на рівні таблиці.

## Класи баз даних
Станом на грудень 2017 року Amazon RDS зараз підтримує 36 можливих класів БД, з яких 27 належать до останнього покоління, які підтримують різні типи навантаження:

### Поточне покоління
| Тип екземпляра (інстанса) | Пам'ять  | Amazon Elastic Block Store оптимізований / пропускний | Ядер    | Навантаження мережі       |
| ------------------------- | -------- | ----------------------------------------------------- | ------- | ------------------------- |
| db.t2.micro               | 1 GB     | N/A                                                   | 1 ядро  | Від низького до помірного |
| db.t2.small               | 2 GB     | N/A                                                   | 1 ядро  | Від низького до помірного |
| db.t2.medium              | 4 GB     | N/A                                                   | 2 ядра  | Від низького до помірного |
| db.t2.large               | 8 GB     | N/A                                                   | 2 ядра  | Помірне                   |
| db.t2.xlarge              | 16 GB    | N/A                                                   | 4 ядра  | Помірне                   |
| db.t2.2xlarge             | 32 GB    | N/A                                                   | 8 ядер  | Високе                    |
| db.r3.large               | 15.25 GB | N/A                                                   | 2 ядра  | Помірне                   |
| db.r3.xlarge              | 30.5 GB  | N/A                                                   | 4 ядра  | Помірне                   |
| db.r3.2xlarge             | 61 GB    | N/A                                                   | 8 ядер  | Високе                    |
| db.r3.4xlarge             | 122 GB   | N/A                                                   | 16 ядер | Високе                    |
| db.r3.8xlarge             | 244 GB   | N/A                                                   | 32 ядра | 10 Gigabit                |
| db.r4.large               | 15.25 GB | 437 Mbit/s                                            | 2 ядра  | До 10 Gbps                |
| db.r4.xlarge              | 30.5 GB  | 875 Mbit/s                                            | 4 ядра  | До 10 Gbps                |
| db.r4.2xlarge             | 61 GB    | 1750 Mbit/s                                           | 8 ядер  | До 10 Gbps                |
| db.r4.4xlarge             | 122 GB   | 3500 Mbit/s                                           | 16 ядер | До 10 Gbps                |
| db.r4.8xlarge             | 244 GB   | 7000 Mbit/s                                           | 32 ядра | 10 Gbps                   |
| db.r4.16xlarge            | 488 GB   | 14000 Mbit/s                                          | 64 ядра | 25 Gbps                   |
| db.m4.large               | 8 GB     | 450 Mbit/s                                            | 2 ядра  | Помірне                   |
| db.m4.xlarge              | 16 GB    | 750 Mbit/s                                            | 4 ядра  | Високе                    |
| db.m4.2xlarge             | 32 GB    | 1000 Mbit/s                                           | 8 ядер  | Високе                    |
| db.m4.4xlarge             | 64 GB    | 2000 Mbit/s                                           | 16 ядер | Високе                    |
| db.m4.10xlarge            | 160 GB   | 4000 Mbit/s                                           | 40 ядер | 10 Gigabit                |
| db.m4.16xlarge            | 256 GB   | 10000 Mbit/s                                          | 64 ядра | 25 Gigabit                |
| db.m3.medium              | 3.75 GB  | N/A                                                   | 1 ядро  | Помірне                   |
| db.m3.large               | 7.5 GB   | N/A                                                   | 2 ядра  | Помірне                   |
| db.m3.xlarge              | 15 GB    | 500 Mbit/s                                            | 4 ядра  | Високе                    |
| db.m3.2xlarge             | 30 GB    | 10000 Mbit/s                                          | 8 ядер  | Високе                    |

### Попереднє покоління
| Тип екземпляра (інстанса) | Пам'ять  | EBS оптимізований / пропускний | Ядер    | Навантаження мережі |
| ------------------------- | -------- | ------------------------------ | ------- | ------------------- |
| db.t1.micro               | 0.613 GB | N/A                            | 1 ядро  | Дуже низьке         |
| db.m1.small               | 1.7 GB   | N/A                            | 1 ядро  | Низьке              |
| db.m1.medium              | 3.75 GB  | N/A                            | 1 ядро  | Помірне             |
| db.m1.large               | 7.5 GB   | N/A                            | 2 ядра  | Помірне             |
| db.m1.xlarge              | 15 GB    | N/A                            | 4 ядра  | Високе              |
| db.m2.xlarge              | 17.1 GB  | N/A                            | 2 ядра  | Помірне             |
| db.m2.2xlarge             | 34.2 GB  | N/A                            | 4 ядра  | Помірне             |
| db.m2.4xlarge             | 68.4 GB  | N/A                            | 8 ядер  | Високе              |
| db.cr1.8xl                | 244 GB   | N/A                            | 32 ядра | 10 Gigabit          |